# Adrien de Montpellier de Vedrin
Pour les autres membres de la famille, voir Famille de Montpellier.
Adrien Marie Joseph Ghislain, baron de Montpellier de Vedrin  (Namur, 6 février 1871 - château de Vedrin, 3 septembre 1946) est un homme politique belge, membre du Parti catholique.

## Biographie
Candidat en Lettres et Philosophie. Il fut  bourgmestre de Vedrin et conseiller provincial de la province de Namur (1904-1921); il fut élu député de l'arrondissement de Namur (1921-1929) en suppléance de Léon Delacroix.
Il fut créé baron en 1919.

## Généalogie
- Il fut le fils de Charles (1830-1914) et Adeline van den Berghe (1836-1872).
- Il épousa en 1905 Ghislaine Auvray (1883-1908).
  - Ils eurent un garçon: Théodore (1906-1993)
- Il épousa en 1911 Marie-Antoinette David (1873-1919);
  - Ils eurent quatre enfants: Marie (1913-1992), Antoine (1914-1938), Constant (1915-1958) et Anne (1917-1995).
- Il épousa en 1921 Louise de Mengin Fondragon (1881-1977)
  - Ils eurent deux enfants : Arnaud (1923-1995) et Françoise (1924-?).

## Sources
- Sa bio sur ODIS

- Ressource relative à plusieurs domaines :   - ODIS